# Amblyseius swirskii
Amblyseius swirskii är en spindeldjursart som beskrevs av Athias-Henriot 1962. Amblyseius swirskii ingår i släktet Amblyseius och familjen Phytoseiidae. Inga underarter finns listade i Catalogue of Life.